# Пошта закоханих
Пошта закоханих (англ. Lovers' Post Office) — американська короткометражна кінокомедія Роско Арбакла 1914 року.

## У ролях
- Роско ’Товстун’ Арбакл — Фатті
- Мінта Дарфі  — дівчина Фатті
- Мейбл Норманд